# Argelès-Gazost
Argelès-Gazost (gaskonjsko Argelèrs de Gasòst) je naselje in občina v južni francoski regiji Jug-Pireneji, podprefektura departmaja Visoki Pireneji. Leta 2008 je naselje imelo 3.514 prebivalcev.

## Administracija
Argelès-Gazost je sedež istoimenskega kantona, v katerega so poleg njegove vključene še občine Cauterets, Adast, Agos-Vidalos, Arcizans-Avant, Artalens-Souin, Ayros-Arbouix, Ayzac-Ost, Beaucens, Boô-Silhen, Gazost, Gez, Lau-Balagnas, Ouzous, Pierrefitte-Nestalas, Préchac, Saint-Pastous, Saint-Savin, Salles, Sère-en-Lavedan, Soulom, Vier-Bordes, Villelongue in Uz.
Naselje je prav tako sedež okrožja, v katerem se nahajajo kantoni Argelès-Gazost, Aucun, Lourdes-Vzhod/Zahod, Luz-Saint-Sauveur in Saint-Pé-de-Bigorre z 40.048 prebivalci.